# Jüdischer Friedhof (Selters)

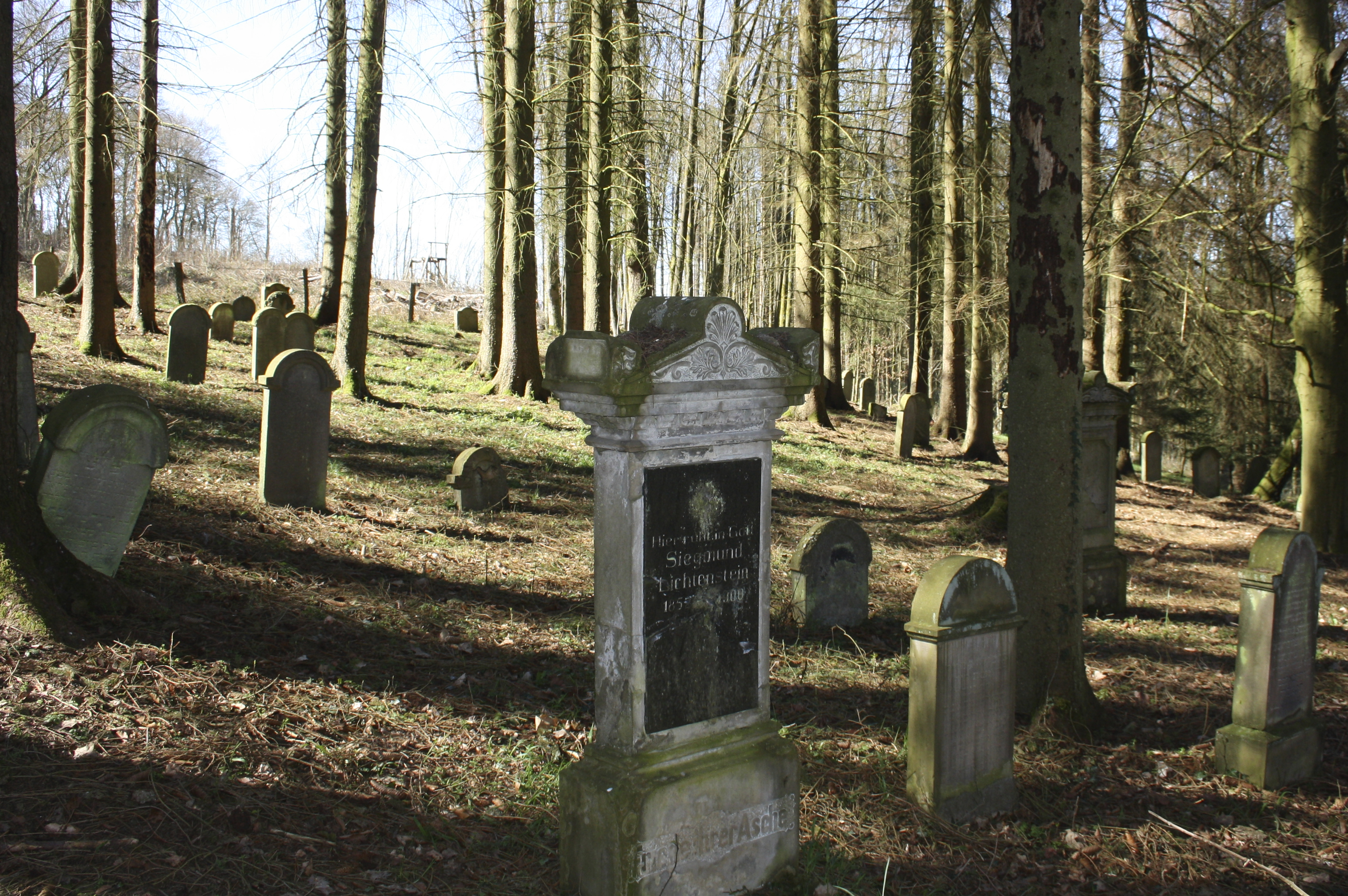
Jüdischer Friedhof Selters (2020)

Der Jüdische Friedhof Selters ist ein Friedhof in der Ortsgemeinde Selters im Westerwaldkreis in Rheinland-Pfalz. Er wurde auch von umliegenden Gemeinden (u. a. Mogendorf) belegt.
Der jüdische Friedhof liegt südlich des Ortes auf einer bewaldeten Anhöhe im sogenannten „Hahn-Wald“ zwischen den Landesstraßen L 304 und L 267 und ist erreichbar über den Wachtweg. Im Jahr 1991 wurde er unter Denkmalschutz gestellt.
Auf dem 3360 m² großen Friedhof, der Mitte des 19. Jahrhunderts angelegt und zwischen 1870 und 1938 belegt wurde, befinden sich etwa 115 Grabsteine. Im Jahr 1994 wurde der Friedhof geschändet. Dabei wurden 25 Grabsteine umgestürzt und die Inschriften von drei Steinen zerstört.